# Bactrocera atriliniellata
Bactrocera atriliniellata är en tvåvingeart som beskrevs av Drew 1989. Bactrocera atriliniellata ingår i släktet Bactrocera och familjen borrflugor. Inga underarter finns listade.